# Revuelta de Vorkutá
La revuelta de Vorkutá fue una sublevación llevada a cabo por varios presos en el Gulag de Vorkutá en 1953. El alzamiento sucedió entre los días 19 (o 22, poco después del arresto de Lavrenti Beria) de julio al 1 de agosto.
Tras dos semanas, las autoridades reestablecerían el orden mediante el uso de la fuerza.

## Trasfondo

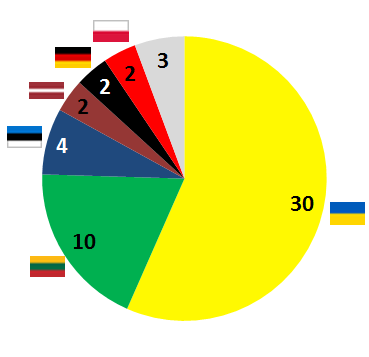
Cantidad de presos fallecidos por nacionalidad

El rechlag, también denominado Campo N.º 6, consistía en diecisiete departamentos separados con la finalidad de construir minas de carbón para su posterior extracción aparte de actividades forestales.
En 1946 había 62.700 internos, y en 1953, 56.000. Un porcentaje importante de los guardas de campo fueron convictos. De acuerdo con Aleksandr Solzhenitsyn, el suceso fue provocado por dos sucesos de junio de 1953 que no guardaron relación alguna: el arresto de Lavrenti Beria en Moscú y la llegada de prisioneros ucranianos quienes, a diferencia de los reclusos rusos veteranos, no tenían derecho a una reducción de las penas. Situación similar a la de los presos procedentes de las repúblicas bálticas y de Polonia.
Otro factor importante fue la promulgación de una amnistía general aprobada en marzo de 1953 (después del fallecimiento de Iósif Stalin) que solo beneficiaba a los convictos con sentencias criminales y/o delitos menores, de los cuales, solo una minoría se pudo acoger al [entonces] nuevo derecho, puesto que la mayoría eran presos políticos.

## Alzamiento
En un principio la rebelión fue pacífica. El 19 de julio de 1953 la protesta se originó en tan solo un departamento, y posteriormente se sumarían otros cinco. Como demandas, los presos exigieron tener acceso a un abogado de oficio y a un proceso legal más justo. Según detalló Leonid Markizov, los medios de comunicación Voice of America y BBC cubrieron los sucesos del Rechlag. No obstante, los medios extranjeros no fueron necesarios para que corriese la voz, puesto que se pudo ver como los huelguistas dejaron de trabajar en las minas y también se pudieron observar pintadas de protestas. En total hubo cerca de 18.000 presos que se declararon en huelga dentro del perímetro.
Durante la primera semana, la administración del campo no llevó a cabo ninguna acción salvo reforzar el perímetro con más guardias. Más adelante, varias personalidades procedentes de Moscú, entre las cuales se encontraron Roman Rudenko: abogado de oficio e Iván Máslennikov comandante de las Tropas del Ministerio del Interior. Los generales mantuvieron conversaciones pacíficas con los presos. Sin embargo, el 26 de julio se produjo un incidente violento en el recinto de máxima seguridad en el que una multitud liberó a setentaisiete internos. En consecuencia, el comisariado decidió quedarse en Vorkutá mientras planificaban las medidas a tomar.
El 31 de julio, el jefe de campo: Derevyanko dio inicio al arresto masivo de los "saboteadores". Ante este procedimiento, los reclusos respondieron con barricadas, y al día siguiente empezaría los enfrentamientos violentos entre los presos y los guardias. Posteriormente, Derevyanko ordenaría a los guardias que abriesen fuego contra los reclusos. De acuerdo con Marzikov, 42 internos perderían la vida y 135 resultarían heridos (la mayoría de ellos fallecería al ser privados de asistencia médica). Por otro lado, Solzhenitsyn comentó que hubo 66 fallecidos, incluyendo al sacerdote católico letón: Jānis Mendriks.
Tras restablecer el orden, los reclusos acusados de sabotaje, fueron arrestados y trasladados a celdas de máxima seguridad. En cuanto a las condiciones mejoraron ligeramente, en especial para los presos políticos.